# Atrachorema tuarua
Atrachorema tuarua là một loài Trichoptera trong họ Hydrobiosidae. Chúng phân bố ở miền Australasia.